# Bitwa pod Burgos
Bitwa pod Burgos – bitwa stoczona 7 listopada 1808 w trakcie hiszpańskiej kampanii Napoleona. Silny korpus francuski marszałka Jean-Baptiste Bessièresa pokonał w boju, a następnie zniszczył mniej liczne i źle dowodzone siły hiszpańskie księcia Belvedere'a, otwierając armii cesarskiej drogę w głąb kraju.
Idący na lewym skrzydle korpus kawalerii marszałka Soulta obszedł stojące w poprzek traktu wojska hiszpańskie i zaatakował je od tyłu w szyku kolumnowym, z kompaniami wyborczymi na czele, nim Hiszpanie zdołali uformować linie obronne. W rezultacie w szeregach Belvedere'a wybuchła panika.
Kawaleria hiszpańska wykonała tylko jedną szarżę, przy czym dragoni królewscy pędzili ostrym galopem przez ponad kilometr, a gdy konie zaczęły ustawać kawalerzyści Soulta z łatwością sobie z nimi poradzili. Hiszpanie stracili 2500 zabitych i rannych, a Francuzi wzięli - oprócz około tysiąca jeńców – 12 sztandarów i 30 dział. Kawaleria francuska ścigała uchodzącego wroga aż do bram Burgos, które zastała opuszczone przez mieszkańców.
W bitwie tej uczestniczyli również polscy szwoleżerowie rozpoczynając swój szlak bojowy poza granicami Polski. Były to jednak działania nie bojowe, a rozpoznawczo-kurierskie, w czasie których przemierzali - często pod gradem kul - dziesiątki, a nawet setki kilometrów.
Historycy hiszpańscy opisujący tę bitwę podkreślają przede wszystkim daremne bohaterstwo pułków Gwardii Królewskiej i Walończyków generała Quesady. Będąc w straży tylnej rozbitej i cofającej się armii hiszpańskiej, oddziały te przyjmowały na siebie powtarzające się szarże kawalerii generała Lasalle’a, cofając się krok za krokiem w dobrym porządku. Koszt tej dzielnej obrony był bardzo wysoki: z 307 ludzi ariergardy ocalało zaledwie 74 okrytych krwią ludzi w poszarpanych mundurach, z połamanymi i pogiętymi bagnetami.
Podobno Bessières osobiście zwrócił wziętemu do niewoli Quesadzie szpadę i polecił zająć się jego ranami w polowym szpitalu francuskim. Takie rycerskie gesty, wraz z postępami wojny w Hiszpanii stawały się coraz rzadsze, tym więcej, że po bitwie zdobyto obóz hiszpański, a w nim odkryto, że:

wzięci do niewoli francuscy żołnierze byli torturowani i przed śmiercią kastrowani, a ich genitalia wkładano zamordowanym do ust... innych przecinano piłą na pół, a jeszcze innych wieszano za nogi nad rozpalonymi ogniskami... nieszczęsny kapitan huzarów został ukrzyżowany na drzwiach z głową w ognisku, a dzielnego generała René, ujętego wraz z żoną i dziećmi, przerżnięto na pół, każąc mu najpierw patrzeć na gwałcenie małżonki... po czym zamordowano dzieci i ich matkę. W miejscowości Manzanares mieszkańcy poderżnęli gardła 1200 rannym i chorym żołnierzom w szpitalu. Pewien kapitan został poćwiartowany i rzucony świniom na pożarcie...